# Рамакхамхаенг
Пхо Кун Рамакхамхэнг (тайск. พ่อขุนรามคำแหงมหาราช; Pho Khun Ramkhamhaeng; не ранее 1237 и не позднее 1247, Sukhothai, Сукхотаи — 1298, Sukhothai, Сукхотаи) — третий король династии Пхра Руанг. Правил Королевством Сукотаи в течение 1279—1298 гг., во времена его наибольшего расцвета. Во время его правления был разработан тайский алфавит; тхеравадинский буддизм стал государственной религией королевства. Стоит заметить, что большая часть информации о нем может быть недостоверна и могла быть распространена в XIX веке для того, чтобы узаконить тогдашнее правительство перед лицом угрозы со стороны великих держав.

## Жизнь и правление

### Ранние годы
Родителями были Принц Банг Кланг Хао, который управлял королевством под именем Короля Си Индрадитьи, и королева Суеанг, существует также легенда, по которой его родителями были великанша по имени Кангли и рыбак. У него было два старших брата и две сестры. Старший брат умер во младенчестве, а второй, Бан Мыанг стал королём после смерти своего отца и передал трон Рамакхамхаенгу после своей смерти.

### Имя
В возрасте 19 лет, он участвовал в удачном вторжении его отца в город Сукхотаи, бывшим ранее вассалом Кхмеров, и тем самым по сути создал независимое Королевство Сукхотаи. За его героизм на войне ему было присвоено прозвище «Phra Ram Khamhaeng», или Рама смелый. После смерти отца, его старший брат Бан Мыанг стал управлять государством и даровал ему управление городом Си-Сатчаналай.

### Правление
Рамакхамхаенг сформировал союз с Юаньской династией Монгольской Империи. Кроме того, у него были хорошие отношения с лидерами близлежащих городов-государств, например, с Нгам Муангом, правителем Пхаяо (чью жену он, по преданию, соблазнил) и Менграем Великим правителем Чиангмая. Рамакхамхаенг расширил размеры своего королевства от Лампанга, Пхрээ и Нана на севере, до Накхонситхаммарата на юге, и от Пхитсанулока и Вьентьяна на востоке, до городов-государств Монов в Бирме на западе.
При Рамакхамхаенге был разработан тайский алфавит (Lai Sue Thai) на основе санскрита, пали и грантха. На него часто ссылались монархи, как на доказательство «доброй монархии», в том числе и современные.
При короле введен тайский алфавит. По всей видимости, тайцы позаимствовали свою письменность от кхмеров, которые создавали свою письменность на основе индийских.

### Смерть
Если верить Китайским Хроникам, Рамакхамхаенг умер в 1298, а престол унаследовал его сын, Лертхай.